# Ilha Acaraí

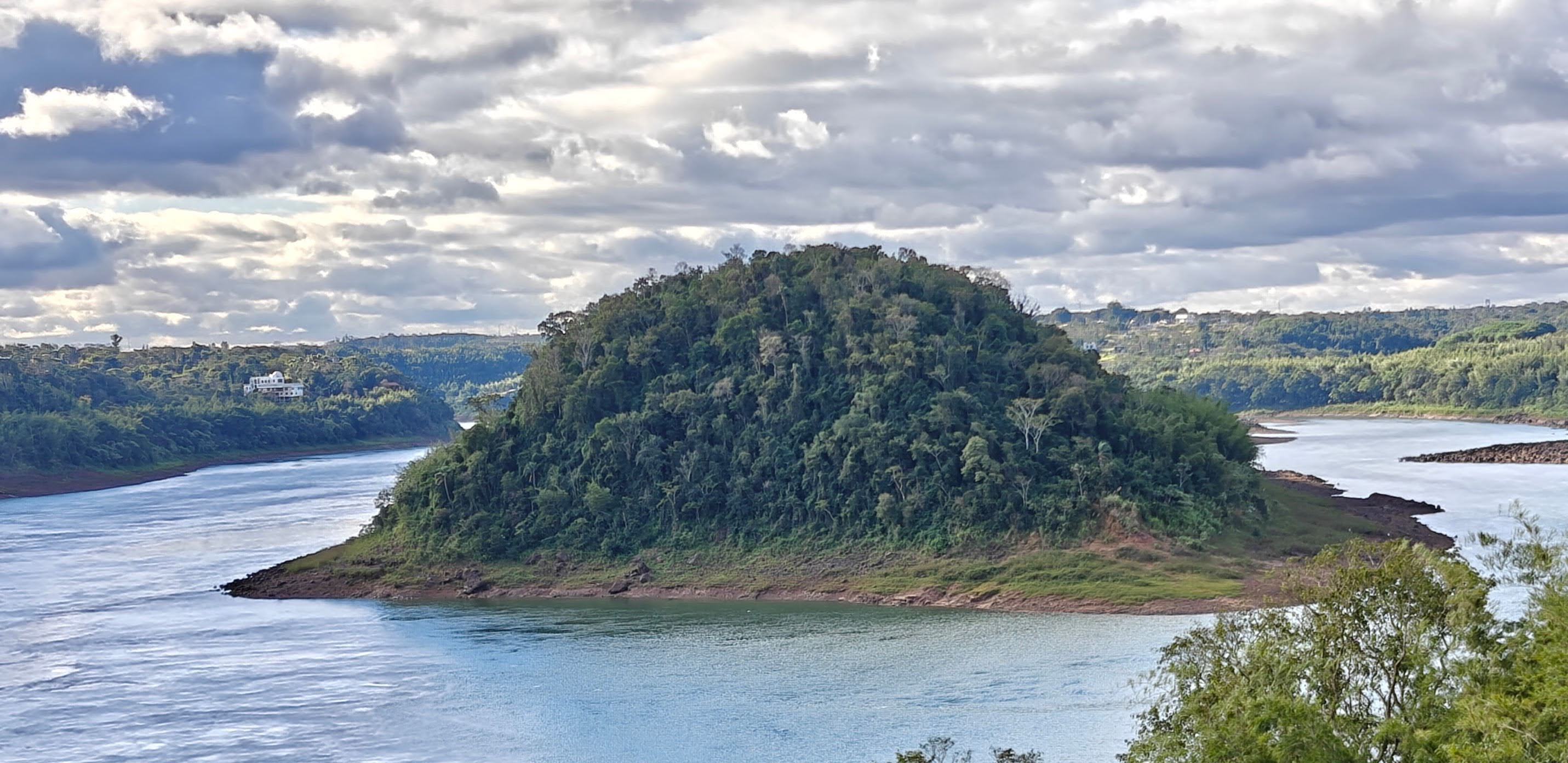
Ilha Acaraí, von der Freundschaftsbrücke aus gesehen (2025)

Ilha Acaraí (spanisch Isla Acaray) ist eine Flussinsel im Rio Paraná, gelegen zwischen dem brasilianischen Ufer der Stadt Foz do Iguaçu (Bundesstaat Paraná) und dem paraguayischen Ufer bei Ciudad del Este (Departamento Alto Paraná). Die Insel liegt flussabwärts der Ponte Internacional da Amizade (Freundschaftsbrücke), die Brasilien und Paraguay verbindet. Die gut zwölf Hektar große Insel ist derzeit unbewohnt und nicht infrastrukturell erschlossen. Sie ist für ihre reiche Tierwelt bekannt, unter anderem sind zahlreiche Schlangenarten auf der Insel beheimatet.

## Geographie
Die Ilha Acaraí befindet sich inmitten des Rio Paraná, einem der größten Flüsse Südamerikas, und gehört administrativ zum brasilianischen Munizip Foz do Iguaçu. Sie liegt in unmittelbarer Nähe der Mündung des Río Acaray, der von der paraguayischen Seite in den Paraná mündet. Die Insel ist vulkanischen Ursprungs und von dichter Vegetation bedeckt. Aufgrund ihrer Lage im Grenzgebiet wird sie sowohl vom brasilianischen als auch vom paraguayischen Ufer gut sichtbar – insbesondere von der Freundschaftsbrücke. Die isolierte Lage und die begrenzte menschliche Aktivität haben zur Erhaltung der natürlichen Vegetation des atlantischen Regenwaldes beigetragen. Neben zahlreichen Vogelarten gibt es Berichte über eine große Population von Schlangen, was der Insel den Ruf eingebracht hat, nur mit Vorsicht betreten zu werden.
Der Name der Insel erinnert an das indigene Volk der Acarayense, das von der spanischen Kolonialmacht ausgelöscht wurde.

## Geschichte und Nutzung
Die Ilha Acaraí ist seit Jahrzehnten Gegenstand von Debatten über ihre Nutzung und Verwaltung. Aufgrund ihrer strategischen Lage zwischen zwei Ländern wurde die Insel lange Zeit wenig genutzt, teilweise auch, um Grenzkonflikte zu vermeiden. Mit der Entwicklung des Tourismus in Foz do Iguaçu und Ciudad del Este gab es wiederholt Vorschläge, die Insel in ein touristisches oder ökologisches Schutzgebiet umzuwandeln.
Bereits in den 1990er-Jahren wurden Ideen diskutiert, ein binationales touristisches Zentrum auf der Insel zu errichten, darunter Bootsstege, Wanderwege und Aussichtspunkte. 2012 versuchte der brasilianischen Staat, bis heute Eigentümer der Insel, diese für einen Preis von 1,5 Millionen US-Dollar zu verkaufen, es fanden sich jedoch keine Interessenten.
Neuere Vorschläge sehen vor, die Insel in ein Umweltbildungs- und Ökotourismusgebiet zu verwandeln, das Besucher mit kontrollierten Zugängen und ökologischen Schutzmaßnahmen empfangen könnte. Diese Pläne sind jedoch umstritten, u. a. Umweltaktivisten und einige lokale Organisationen setzen sich dafür ein, die Insel als naturbelassenes Schutzgebiet zu bewahren und nicht für kommerziellen Tourismus zu öffnen. Kritiker warnen vor negativen Auswirkungen auf die Flora und Fauna und fordern ein nachhaltiges Management.